# Volumentraining
Von einem Volumentraining wird häufig im Kraftsport und Bodybuilding gesprochen. Der Grundgedanke dieser Trainingsform besteht darin, dass man jeden zu trainierenden Muskel mit mehreren Übungen und mit mehreren Sätzen (Serien) pro Übung belastet. Hierdurch entsteht häufig das so genannte „Muskelbrennen“, was viele Bodybuilder als einen wichtigen Reiz für den Muskelaufbau sehen. Solch ein Training dauert selten über 90 Minuten. Diese Trainingsform ist im Bodybuilding die bekannteste und meistens durchgeführte Trainingsform.
Das Gegenstück dieser Trainingsform stellt ein Training mit Intensitätstechniken dar, wie das High Intensity Training (z. B. Heavy Duty von Mike Mentzer), das viel kürzer (viel weniger „Volumen“) ist und weniger Sätze bei höherer Intensität und damit höherer Beanspruchung des zentralen Nervensystems umfasst.
„Volumen“ ist in der Trainingswissenschaft kein exakt definierter Begriff. Dort würde man eher von Belastungsumfang sprechen.